# M. J. Walker
Pour les articles homonymes, voir Walker.
James Michael "M. J." Walker Jr., né le 28 mars 1998 à Atlanta, en Géorgie, est un joueur américain de basket-ball évoluant au poste d'ailier.

## Biographie

### Carrière universitaire
Entre 2017 et 2021, il joue pour les Seminoles de Florida State à l'université d'État de Floride.

### Carrière professionnelle

#### Knicks de Westchester/Suns de Phoenix (2021-2023)
Le 29 juillet 2021, automatiquement éligible à la draft 2021 de la NBA, il n'est pas sélectionné.
Durant l'été 2021, il participe à la NBA Summer League de Las Vegas avec les Knicks de New York.
Le 20 août 2021, il signe un contrat avec les Knicks de New York. Le 16 octobre 2021, il est libéré de son contrat.
Le 25 octobre 2021, il rejoint l'équipe de G-League affiliée aux Knicks de New York, les Knicks de Westchester.
Le 30 décembre 2021, il signe un contrat de dix jours avec les Suns de Phoenix. Il joue deux matches avec les Suns.
Le 9 janvier 2022, il retourne chez les Knicks de Westchester.
Durant l'été 2022, il participe à la NBA Summer League de Las Vegas avec les Knicks de New York.
Le 21 septembre 2022, il signe un contrat avec les Knicks de New York. Le 23 septembre, il est libéré de son contrat.
Le 23 octobre 2022, il retourne chez les Knicks de Westchester.

#### Honey Badgers de Brampton (juin - juil. 2023)
Le 7 juin 2023, il signe avec le club canadien des Bandits de Vancouver. Il dispute neuf rencontres avec les Bandits.

#### Bandits de Vancouver (août 2023)
Le 1er août 2023, il signe avec le club canadien des Honey Badgers de Brampton. Il dispute deux rencontres avec les Honey Badgers.

#### Saint-Quentin Basket-Ball (2023-2024)
Le 4 août 2023, il signe avec l'équipe française du Saint-Quentin Basket-Ball. Le 12 janvier 2024 il se libère de son contrat d’un commun accord avec le club.

## Palmarès

### Lycée
- McDonald's All-American en 2017
- Nike Hoop Summit en 2017

### Universitaire
- Second-team All-ACC en 2021

## Statistiques

### Universitaires
Les statistiques de M. J. Walker en matchs universitaires sont les suivantes :
| Saison    | Équipe        | Matchs | Titul. | Min./m | % Tir | % 3pts | % LF | Rbds/m. | Pass/m. | Int/m. | Ctr/m. | Pts/m. |
| --------- | ------------- | ------ | ------ | ------ | ----- | ------ | ---- | ------- | ------- | ------ | ------ | ------ |
| 2017-2018 | Florida State | 35     | 1      | 18,8   | 37,9  | 34,5   | 75,4 | 1,69    | 1,09    | 0,63   | 0,14   | 7,03   |
| 2018-2019 | Florida State | 35     | 34     | 25,9   | 34,0  | 32,8   | 77,8 | 2,23    | 1,60    | 0,83   | 0,17   | 7,51   |
| 2019-2020 | Florida State | 26     | 24     | 25,1   | 37,1  | 36,1   | 80,3 | 1,69    | 1,46    | 0,77   | 0,23   | 10,58  |
| 2020-2021 | Florida State | 24     | 23     | 29,0   | 43,6  | 42,3   | 79,7 | 2,46    | 2,54    | 0,88   | 0,38   | 12,21  |
| Carrière  | Carrière      | 120    | 82     | 24,3   | 38,0  | 36,1   | 78,5 | 2,00    | 1,61    | 0,77   | 0,22   | 8,97   |